# Lutgardis van Luxemburg
Lutgardis van Luxemburg  (ca. 960 - 14 september na 1005) was een dochter van  Siegfried van Luxemburg en Hedwig van Nordgau. Zij huwde in 980 met Arnulf van Gent. Ze hadden de volgende kinderen:
- Dirk III van Holland
- Siegfried van Holland (985-1030), die huwde met Thetburga (985-)
- Adelina van Holland

Liutgard trad na de dood van haar man op als regent voor haar minderjarige kinderen. Zij schonk voor het zielenheil van haar gemaal het bezit Rugge aan de Sint Pietersabdij te Gent op 20 september 993. Zij riep de hulp van in van haar zwager, koning Hendrik II, die in het voorjaar van 1005 de West-Friezen met een vloot aanviel (“om haar woede te kalmeren” zoals Thietmar van Merseburg vermeldt). In juni 1005 verzoende zij zich vervolgens met de opstandige West-Friezen door toedoen van Hendrik. Liutgard is begraven in de Sint-Adelbertabdij te Egmond.